# Свила (роман)
Свила (итал. Seta) је роман који је написао Алесандро Барико (итал. Alessandro Baricco) 1996. године. Радња се одвија у Француској и Јапану.

## О делу
Свила је роман који можемо да окарактеришемо као причу иако је дужи од приче. А прекратак за роман. To je љубавна прича која приповеда о судбини човека, трпљењу и контролисању забрањених жеља. Ту се налазе и жеље и патња. 
Ово је старинска прича чија се радња одвија у другој половини деветнаестог века, што је нарочито важно нагласити. Јер у причи нема савремених технолошких достигнућа, нити се она очекују.
Дешава се радња у Француској, у месту под називом Лавилдје. Становници се баве гајењем свилене бубе и прерадом и добијањем свиле. Пошто је избила зараза у Европи, Ерве Жонкур се решава да иде да донесе јаја свилене бубе из Јапана. Тамо упознаје Хара Кеја, који му омогућава трговину јајима свилене бубе, иако је то у Јапану до тада било забрањено. Ту упознаје жену са лицем девојчице и почиње да се одвија љубавна прича кроз врло мало речи, више наслућивања.

### Бариков стил писања
Роман је писан у виду кратких ефектних реченица. Често понавља делове текста о путовањима са изменом последње реченице или мисли. Писац је усредсређен на наизглед неважне чињенице чиме покушава да уобличи своју нарацију и класичан ток приповедања. Кратке реченице су врло тешке за писање јер морају да буду одмерене, једна реч мора да каже оно што би исказала читава реченица. 
Краћи период боравка у Јапану је описан детаљно за разлику од боравка већег дела године у родној Француској. Крај је тужан и неочекиван.

## Ликови
Ликови у овом делу служе само као потпора за причу. Служе да нам прикажу мистерије Јапана и безимене девојке.
- Ерве Жонкур, главни лик који је био задужен за успостављање нове туре до Јапана и доношења јаја свилене бубе.
- Елен, супруга Ервеа Жонкура
- Балдабју, први човек који је изградио свилару и покренуо процес производње свиле у Лавилдјеу.
- Мадам Бланш, особа која је била пореклом из Јапана и знала јапански језик.
- Хара Кеј, Јапанац, веза са трговином са јајима свилене бубе.
- Жена са лицем девојчице, супуга Хара Кеја, која никад није изговорила ни реч Ервеу Жонкуру и који није знао како њен глас звучи, али је чезнуо за том женом.